# Father's Day
"Father's Day" (intitulado "Dia do Pai" no Brasil) é o oitavo episódio da primeira temporada da série de ficção científica britânica Doctor Who, transmitido originalmente através da BBC One em 14 de maio de 2005. Foi escrito por Paul Cornell e dirigido por Joe Ahearne.
No episódio, o alienígena viajante do tempo conhecido como o Doutor (Christopher Eccleston) concorda em levar sua acompanhante Rose Tyler (Billie Piper) de volta ao dia em que seu pai Pete (Shaun Dingwall) morreu em 1987. Quando Rose intervém e tira seu pai do caminho de um carro, o tempo é ferido e perigosos Ceifadores atacam, ameaçando apagar a história. Pete finalmente percebe que, para se livrar das criaturas, ele deve se jogar sob o carro que originalmente deveria matá-lo.
O escritor principal e produtor executivo Russell T Davies concebeu "Father's Day" como uma história de viagem no tempo emocionalmente conduzida para explorar a personagem de Rose. Ele escolheu Cornell para escrever o episódio, que anteriormente já havia escrito material spin-off durante os anos em que o programa estava em hiato. O monstro da história foi expandido com base em sugestões de Cornell e da chefe de drama da BBC Jane Tranter, e os Ceifadores passaram por muitos designs. O episódio foi filmado em novembro de 2004 na Igreja de St. Paul e nas ruas de Cardiff. Foi assistido por 8,06 milhões de espectadores no Reino Unido e recebeu críticas geralmente positivas. Os revisores elogiaram o foco nos personagens e na emoção. Foi um dos três episódios de Doctor Who naquele ano a ser indicado ao Prêmio Hugo de 2006 de  Melhor Apresentação Dramática, Forma Curta.

## Enredo
O Doutor leva Rose ao dia em que seu pai Pete morreu para que ele não esteja sozinho naquele momento. Ao chegarem a Londres em 1987, eles testemunham o acidente, mas Rose não consegue confortar Pete. Voltando para tentar novamente, ela de repente sai correndo e empurra o pai para fora do caminho de um carro, salvando sua vida, fazendo as primeiras versões dela e do Doutor desaparecem. Os dois discutem sobre suas ações e o Doutor repreende Rose por potencialmente danificar a linha do tempo. Ela então decide ir com Pete ao casamento de seu amigo, enquanto o Doutor retorna à TARDIS e descobre que ela agora é uma casca vazia. Estranhas bestas voadoras chamadas Ceifadores aparecem e começam a consumir pessoas.
Rose e Pete dirigem juntos para o casamento e o carro que deveria matá-lo aparece e quase colide com o deles. Um Ceifador ataca os convidados do casamento, incluindo a mãe de Rose, Jackie, e a Rose bebê. O Doutor corre para a igreja e direciona todos para dentro, observando que a idade do prédio os protegerá contra as criaturas. Ele também explica a Rose que "o tempo foi danificado" e os Ceifadores vieram para "esterilizar a ferida". Sentindo que sua chave da TARDIS ainda está quente, o Doutor a coloca no meio da igreja e a nave lentamente começa a se materializar ao redor dela.
Pete percebe que Rose é filha dele e de Jackie e quando ela não consegue responder perguntas sobre o quão bom pai ele era, Pete percebe que ele estava destinado a morrer. Enquanto isso, Jackie acha que Rose é filha dele com outra mulher. Pete entrega a bebê Rose para sua versão adulta em um ataque de frustração, criando um paradoxo, e um Ceifador entra na igreja. O Doutor, declarando que ele é a coisa mais velha na igreja, se oferece ao monstro, que o consome e desaparece, fazendo a chave da TARDIS esfriar e cair no chão.
Percebendo que ele deve morrer para restaurar a linha do tempo, Pete corre na frente do carro que originalmente deveria matá-lo, que continuamente aparecia e desaparecia na rua do lado de fora da igreja. Pete é atingido e mortalmente ferido, consertando o tempo e as vítimas dos Ceifadores, incluindo o Doutor, reaparecem. Ele envia Rose para ficar com Pete e ela segura sua mão até que ele morra.

## Produção

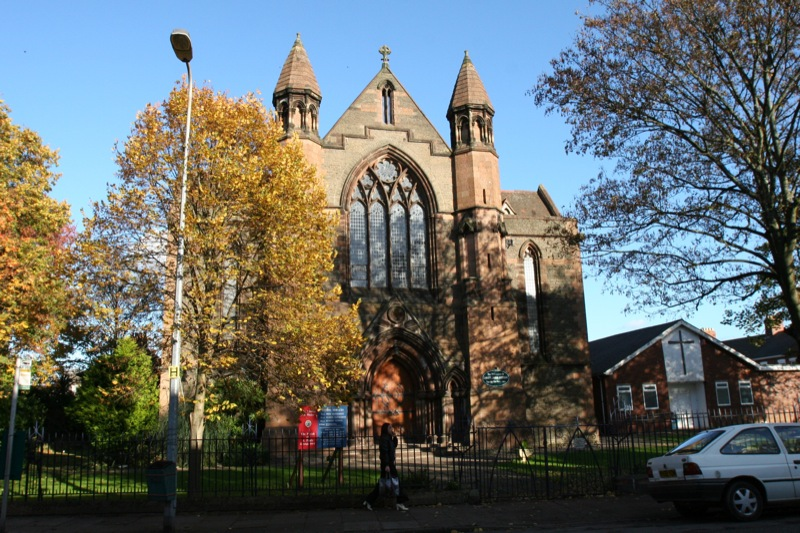
A Igreja de São Paulo em Grangetown

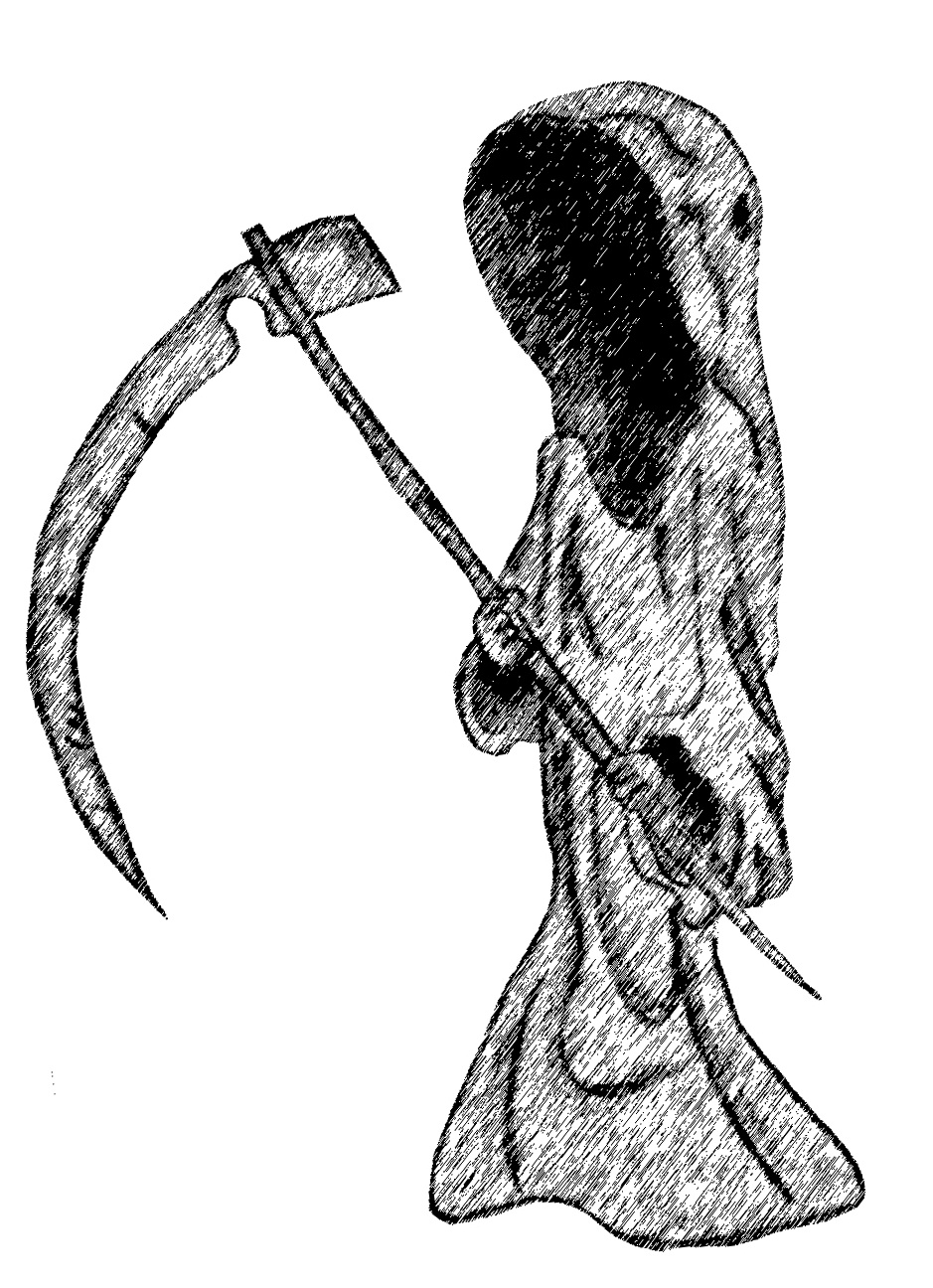
Os Ceifadores inicialmente pareciam mais com o Grim Reaper.